# Regiment Pieszy pod im. Konfederacji Wolnych

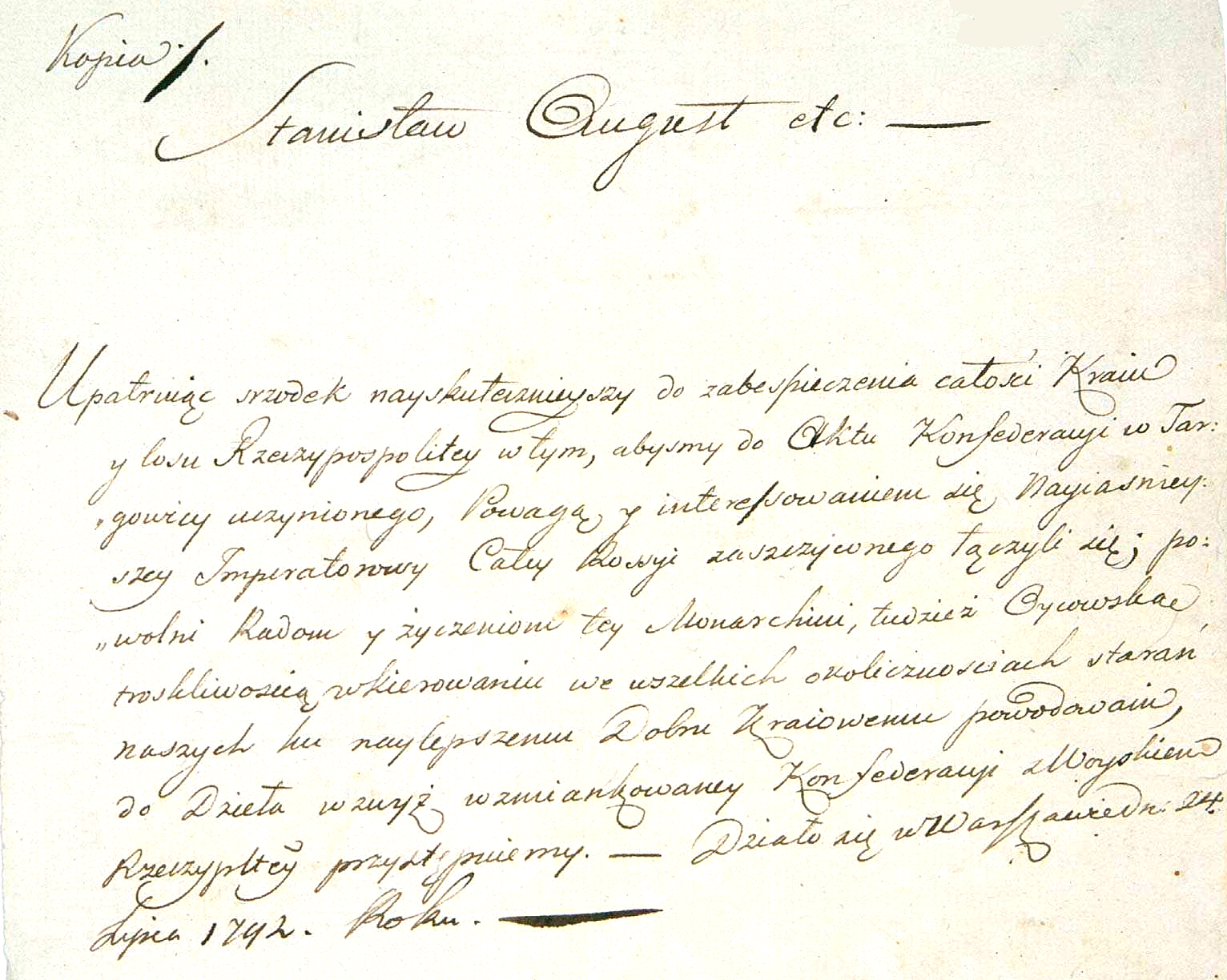
Akces Stanisława Augusta Poniatowskiego do konfederacji targowickiej 24 lipca 1792

Regiment Pieszy pod im. Konfederacji Wolnych – jednostka wojskowa okresu I Rzeczypospolitej.
Regiment sformowany został 22 grudnia 1792 przez Konfederację Targowicką z 15 regimentu pieszego koronnego. Został rozwiązany przed rokiem 1794.
Regiment Pieszy pod im. Konfederacji Wolnych stacjonował w Tulczynie.

## Żołnierze pułku
Jego szefem był Adam Moszczeński, a komendantem płk Melchior Dzierżański.
Oficerowie pułku
- Konstanty Przebendowski